# Refugio de Rafelbunyol
El refugio de Rafelbunyol es un refugio antiaéreo de la Guerra civil española situado en Rafelbunyol, en la mancomunidad de la L' Horta Nord (Comunidad Valenciana). Fue construido a finales de 1936 para brindar seguridad a la población civil ante ataques aéreos.

## Contexto histórico
En España se produjo una Guerra civil a causa del golpe de Estado del 17 y 18 de julio de 1936, dirigido por las Fuerzas Armadas con la intención de expulsar al Gobierno de la Segunda República. Había dos bandos en esta guerra: el bando republicano y el sublevado. Este conflicto terminó en 1939, cuando Francisco Franco, líder del alzamiento contra el gobierno republicano, firmó el Ultimo Parte de la Guerra Civil Española, donde declaró su victoria y estableció una dictadura, que duró hasta el 20 de noviembre de 1975, el día de su muerte.

## El refugio
El refugio antiaéreo de Rafelbunyol está situado debajo de la Plaça de la Puríssima, donde actualmente se encuentra el edificio del Ayuntamiento. Se podía acceder desde tres puertas: la primera estaba situada en la Avenida de la Magdalena n.º 4, la segunda en la Calle Calvario, entre el n.º 6 y el n.º 8; y la tercera en la Calle Camí Fondo n.º 2, donde actualmente se encuentra la Casa de la Cultura y el Sindicato. Este refugio se utilizaba cuando anunciaban aviso de bomba, primero entraban los niños y las niñas, luego las mujeres y por último los hombres que no tenían la edad adecuada para participar en la guerra. Se accedía por unas trampillas escondidas dentro de las casas, para que no fueran descubiertas. Actualmente, no se puede acceder al recinto, ya que, aunque siga existiendo, se sellaron las entradas en 1975, época en la que empezó la transición española.